# Goodyear (Arizona)
Goodyear è una città degli Stati Uniti d'America, situata nella contea di Maricopa, nello Stato dell'Arizona.